# Karen Favreau
Karen Favreau (29 de julio de 1968 - 7 de julio de 2010) fue una artista de cómics estadounidense conocida por sus cómics cortos. Algunas de sus obras más conocidas incluyen las series E-String y So It Goes.... Su trabajo aparece en la antología Dyke Strippers: Lesbian Cartoonists A to Z.

## Primeros años y educación
Karen Favreau nació en Gardner, Massachusetts, el 29 de julio de 1968. Se graduó de la Universidad de Massachusetts Amherst con una licenciatura en Sociología. Favreau luego obtuvo dos maestrías en Estudios de Bibliotecas e Información y Asesoramiento y Desarrollo Educativo de la Universidad de Carolina del Norte (UNCG) en Greensboro. Mientras obtenía su título en consejería, recibió el premio Marian Pope Franklin Fellowship.
Durante su tiempo en la UNCG, Favreau se unió a las sociedades de honor Beta Phi Mu y Chi Sigma Iota. Como miembro de Chi Sigma Iota, Favreau se convirtió en coordinadora académica de la organización en la Universidad Estatal A&amp;T de Carolina del Norte, y como administradora sénior ayudó en la creación de la biblioteca del Consejero, además de contribuir como una de sus primeros editores.

## Carrera
Favreau era conocida por sus cómics de una sola viñeta, que abarcaban desde chistes alegres hasta eventos con un enfoque más político. Muchas de sus obras fueron publicadas en periódicos y revistas como Funny Times, Nerve y Factsheet Five. Dibujó más de cien cómics a lo largo de su carrera.
E-String se centró en una variedad de temas de Estados Unidos y apareció en muchos periódicos de todo el país. En la serie So It Goes.., abordó el tema de los estereotipos LGBT para comentar cómo la gente heterosexual, y generalmente blanca, trataba a la comunidad. The Breakup y The Tourists eran cómics que se centraban en el lesbianismo, pero no formaban parte de la serie. Estos cómics mostraron el amplio espectro de la creatividad cómica de Favreau y al mismo tiempo generaron conciencia sobre los estereotipos sobre las lesbianas. Más tarde, Favreau pasó de los cómics centrados en el colectivo LGBT a otros que abordaban una amplia gama de temas y humor.
Favreau enseñó un curso de Introducción a la caricatura en el campamento de artes, ciencias y tecnología de la UNCG y también trabajó como gerente de biblioteca en el sistema de bibliotecas regionales del centro de Carolina del Norte.
Durante un período de viaje espiritual, publicó Ridiculous Packaging: Or, My Long, Strange Journey from Atheist to Episcopalian, In Two Acts en 2005. Se volvió más activa en su comunidad religiosa y escribió muchos sermones, siendo el más famoso A sermon on Faith (2007). Favreau fue oradora invitada en varios eventos religiosos.

## Vida personal
Favreau era abiertamente lesbiana y vivía con su pareja, Beth Bealle, en Winston-Salem, Carolina del Norte. En octubre de 2009, le diagnosticaron cáncer de ovario en etapa III. En 2010, con la esperanza de influir sobre las personas a través de su arte y espiritualidad, creó Last Cartoonist Sitting, un blog que contiene todas sus obras.

## Muerte
Karen Favreau, de 41 años, murió de cáncer de ovario el 7 de julio de 2010 en Winston-Salem.